# House of wolves
«House of wolves» es la séptima pista del álbum The Black Parade de My Chemical Romance, publicado el año 2006. El grupo dice que la canción fue escrita en la mansión The Paramore, en «tiempos oscuros» del álbum. Luego de ser estrenada en vivo en agosto de 2006 en Londres, el diario inglés The Independent la calificó como «un poco whitestripesiana»; asimismo, Jason Pettigrew de Alternative Press comparó el canto del vocalista Gerard Way con el del músico Jack White.

## Durante su creación
Un día en el estudio, Frank Iero tomó una guitarra y se sentó mirando hacia la pared por una hora. Entonces, empezó a tocar algo con su guitarra que tal vez a su padre le hubiera gustado, y eso se convirtió en la base para «House of wolves». El sonido de la batería en esta canción le recordó a Way de una reciente canción de The Smiths.
Way dice que la sección media de la canción tiene un aire de R&B con paradas y gritos. Ray Toro afirma que la canción es como el pecado y el infierno. Toro imaginó fuego y azufre en esta canción. Ellos compararon «House of wolves» con una animación de Looney tunes donde un lobo muere y va al infierno, y hay fuego por todas partes y una banda de lobos tocando música jazz.

## Apariciones en medios de comunicación
- «House of wolves» fue usada en un tráiler para la película Shoot 'em up (link)
- «House of wolves» es incluida en el juego Project Gotham Racing 4.
- «House of wolves» es incluida en el juego MX vs ATV Untamed.